# Surgutneftegas
Surgutneftegaz (del ruso: ОАО «Сургутнефтегаз») es una empresa rusa productora de gas natural y petróleo. Fue creada en 1993 mediante la fusión de varias previamente compañías estatales en posesión de importantes reservas de petróleo y gas natural en Siberia Occidental. La sede de la compañía se encuentra en Surgut, óblast de Tiumén.
La compañía se cree que tiene estrechos lazos con el Kremlin bajo Vladímir Putin. Surgutneftegas incluye una gran refinería de petróleo en Kírishi, óblast de Leningrado, operada por la subsidiaria Kirishinefteorgsintez. La compañía también está involucrada en actividades de venta minorista de combustible en el noroeste de Rusia mediante la cooperación con Petersburg Fuel Company. Surgutneftegas es también un accionista de Oneximbank. Desde el principio Surgutneftegas ha sido dirigida por el presidente y director general Vladímir Bogdánov, que había dirigido los campos de petróleo de Surgut desde 1983.

## Historia
Surgutneftegas fue creada en 1993. En 1995, la compañía ganó una licitación para los enormes campos petroleros de Distrito Autónomo de Janty-Mansí. La compañía también ganó el permiso para construir una terminal exportadora en la Bahía de Bataréynaya en el golfo de Finlandia y un oleoducto entre ésta y la refinería de Kírishi.
Surgutneftegas también se cree ampliamente que está detrás del Baikalfinansgrup que adquirió la principal instalación petrolera de Yukos, Yuganskneftegaz, en una subasta controvertida en 2004.

## Operaciones

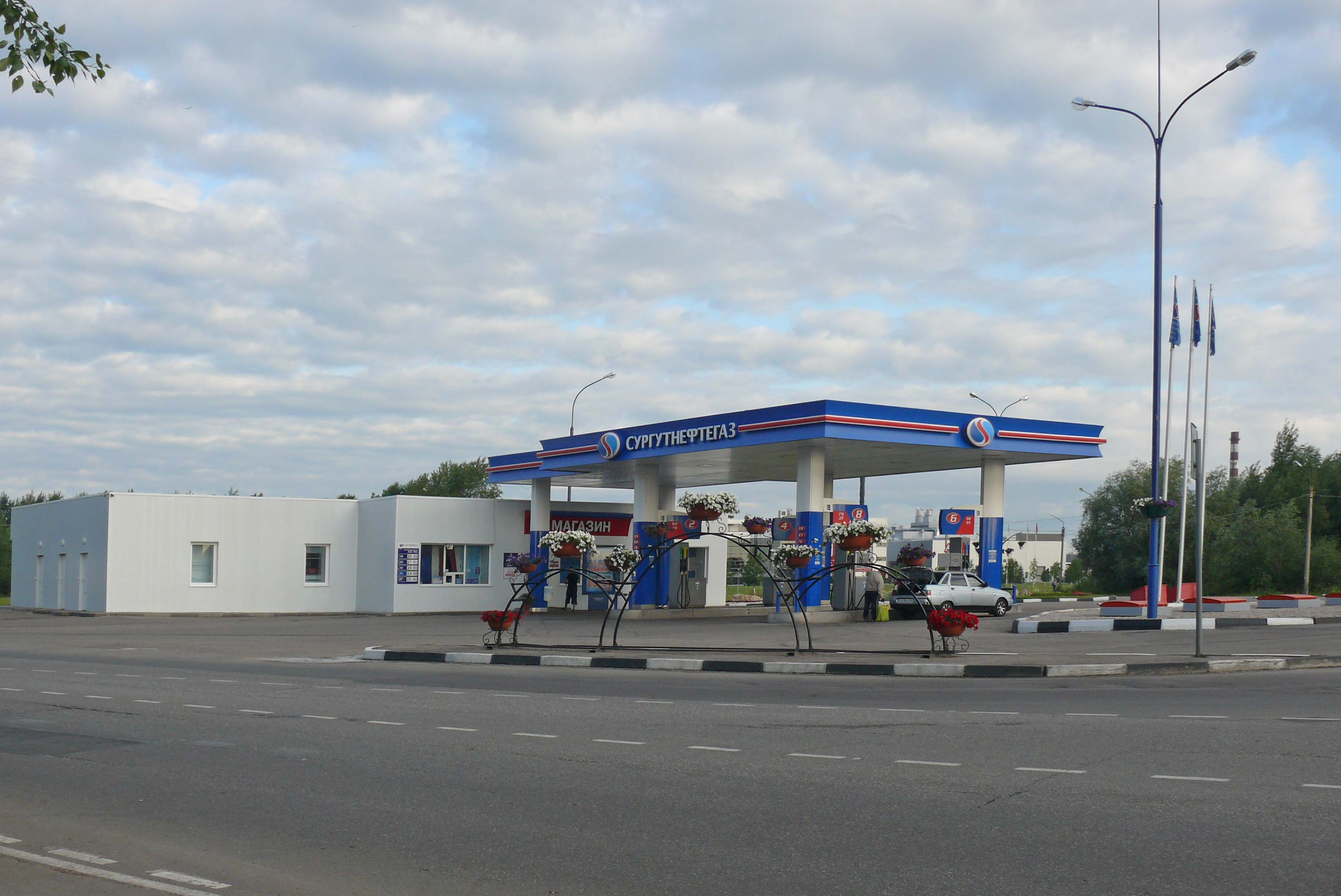
Estación de servicio de Surgutneftegas en Veliki Nóvgorod.

Surgutneftegas es el principal proveedor de petróleo de Bielorrusia, alcanzando en 2006 en torno del 30% del total del suministro. La compañía también desarrolló sus propios contactos extranjeros, incluyendo conversaciones con Irán, Libia y el Irak anterior a la guerra, para tomar parte en proyectos de extracción de petróleo.
Según el informe de Hoover, Surgutneftegas emplea más de 82.000 personas e hizo ventas de $24.000 millones en 2007.

## Refinería de petróleo de Kírishi
La construcción de la refinería de petróleo de Kírishi fue lanzada en 1961 en la población de Kírishi, en la región de Leningrado. La primera fase de la refinería se encargó en marzo de 1966. La refinería fue diseñada para cubrir las necesidades de combustible de la región noroccidental de la Unión Soviética. El nivel de conversión de la refinería no era muy profundo, con un alto grado de residuo (mazut - fueloil pesado de baja calidad) en la producción. Este último también fue entregado a los países Bálticos, Bielorrusia y Ucrania. 
En 1993, la refinería fue incorporada a la empresa OOO Surgutneftegaz y renombrada como OOO Industrial Enterprise Kirishnefteorgsintez (OOO KINEF). En 1993, el procesado de salida de petróleo crudo primario fue de 16 millones de toneladas anuales.